# Warszawa Zacisze
Warszawa Zacisze, do 1951 Zacisze – przystanek kolejowy na nieistniejącej już linii Mareckiej Kolei Dojazdowej.